# Rihanna (Camille)
Rihanna is een nummer van de Belgische actrice-zangeres Camille Dhont. Het nummer werd in mei 2023 uitgebracht, als eerste single van haar aankomende derde album Magie. Het nummer werd gekozen als MNM-Big Hit, en kwam een week later meteen binnen op plaats 6 in de Ultratop 50. Het nummer bleef een heel eind staan in de top 10 van populairste nummers. Het nummer werd ook genomineerd voor de Radio 2 Zomerhit, haar tweede nominatie al. 
Het nummer gaat over het feit dat Camille wil dansen als haar grote idool Rihanna. In de tekst van het nummer zitten er ook enkele verwijzingen naar de liedjes van Rihanna, zoals "In vier vijf seconden mijn jas uitgetrokken" (naar FourFiveSeconds), "Stop de muziek niet" (naar Don't Stop the Music).

## Hitlijsten

### Ultratop 50 Vlaanderen
| Positie: | 6 | 8 | 10 | 6 | 7 | 8 | 9 | 6 | 8 | 5 | 7 | 7 | 5 | 5 | 17 | 16 | 33 | 37 | uit |